# 岡崎薫
岡崎 薫（おかざき かおる、男性、本名・山出輝明、1954年1月6日 - ）は、大阪府大阪市城東区出身のスーツアクター、演出家。イベントプロダクション「有限会社ステッピン・スタジオ」代表取締役でもある。誕生星座は山羊座、血液型はA型。

## 略歴
- 1973年（19歳） - 自身の生活の為、アルバイトで着ぐるみショーに出演し始める。
- 1977年（23歳） - 着ぐるみショーへの出演が観劇していた朝日放送関係者の目に留まり、同局の人気コメディー番組『あっちこっち丁稚』におけるセントバーナード犬の「伝次郎」役に大抜擢される。
- 1978年（24歳） - 『 -丁稚』において関西地区で人気を得たことが朝日放送のキー局・テレビ朝日関係者の耳に入り、同局制作のバラエティ『みごろ!たべごろ!笑いごろ!』のワンコーナー「三文オペラ」に同じ伝次郎役で出演、全国ネット番組進出を果たす。
- 1985年（31歳） - この年開始の関西テレビのトーク番組『さんまのまんま』に、着ぐるみ「明石家まんま」としてレギュラー出演。まんまちゃんという愛称で親しまれ、エンディングでの明石家さんまとの掛け合いが人気を博し、以降20年以上に亘り自身の当たり役となる。ちなみにさんまによると、岡崎はさんまの個人事務所のスタッフ（通称：とっさん）と仲が良いとのことである。
- 1991年（37歳） - 大阪府豊中市にイベントプロダクション「有限会社ステッピン・スタジオ」を設立（法人化は1992年）、代表取締役に就任。舞台演出家としても活躍し始める。
- 2009年（55歳） -「ステッピン・スタジオ」（大阪府吹田市）が大阪地裁に破産手続きの開始を申し立て、開始決定を受けた。
- 2014年（60歳） - 吉本総合芸能学院（NSC）スーツアクター（着ぐるみの中の役者）養成カリキュラムの名誉講師に就任。第2のくまモンを育成する。

## 主な出演番組
- あっちこっち丁稚（朝日放送） - セントバーナード犬・伝次郎

共演：山田スミ子、間寛平、木村進、坂田利夫、前田五郎、井上竜夫、室谷信雄 他
- みごろ!たべごろ!笑いごろ!（テレビ朝日） - 同上

共演：木の実ナナ、西田敏行、武田鉄矢、千葉和臣、中牟田俊男
- さんまのまんま（関西テレビ） - 犬型宇宙怪獣・明石家まんま
- 痛快!明石家電視台（毎日放送） - 著名人がモデルの着ぐるみ

例：小猫（おねこ＝池乃めだか）、ドール巨人（オール巨人）、波田（なみた）さん（波田陽区）、番長（清原和博）、たむ犬（たむらけんじ）など
- 突然ガバチョ!（毎日放送） - 指摘マンの着ぐるみ

指摘マンのうちワシもそう思う博士は日本ハムのCMにも出演した。